# Edna Brocke
Edna Brocke geb. Fuerst (* 31. August 1943 in Jerusalem) ist eine im Bereich des jüdisch-christlichen Dialogs engagierte Judaistin. Durch Mitarbeit in verschiedenen jüdisch-christlichen Gremien sowie durch Publikationen und Vorträge gestaltet sie den öffentlichen Diskurs in Fragen der Auseinandersetzung mit der deutsch-jüdischen Geschichte in Deutschland aktiv mit.

## Leben
Brocke wuchs in Jerusalem auf und absolvierte ihren Militärdienst in der israelischen Armee. Sie studierte Politikwissenschaft, Anglistik und Judaistik an der Hebräischen Universität Jerusalem. Seit Dezember 1968 lebt sie in der Bundesrepublik Deutschland.
Sie war Lehrbeauftragte für Themen des Judentums an der Evangelisch-Theologischen Fakultät der Ruhr-Universität Bochum. Von 1988 bis März 2011 leitete sie die Begegnungsstätte Alte Synagoge Essen. Über lange Jahre war sie Mitglied der Arbeitsgemeinschaft Juden und Christen beim Deutschen Evangelischen Kirchentag. Von 1971 bis 2018 war sie Mitglied im Gesprächskreis „Christen und Juden“ beim Zentralkomitee der deutschen Katholiken.
1986 war sie Mitbegründerin der theologischen Zeitschrift Kirche und Israel, die inzwischen bei Vandenhoeck & Ruprecht verlegt wird.
Edna Brocke war mit dem Judaisten Michael Brocke verheiratet. Sie ist eine Großnichte Hannah Arendts und hat sich intensiv mit deren Werk auseinandergesetzt.

## Auszeichnungen
Neben anderen Ehrungen erhielt sie 2002 die Buber-Rosenzweig-Medaille und 2006 den Verdienstorden des Landes Nordrhein-Westfalen.
Für ihr Engagement im theologischen Gespräch zwischen Christen und Juden erhielt sie von der Augustana-Hochschule Neuendettelsau am 28. Mai 1997 den Ehrendoktortitel verliehen.
Für ihre „deutsch-jüdische Erinnerungsarbeit“ verlieh ihr die Ruhr-Universität Bochum 1998 die Ehrendoktorwürde.
2009 erhielt Edna Brocke den Hans-Ehrenberg-Preis der Evangelischen Kirchengemeinden Bochum für ihre Analysen des Verhältnisses von Juden, Israelis und Deutschen und für ihre Kritik moderner Antisemitismus-Formen in Deutschland.

## Audios und Verschriftungen
- Deutschlandfunk 2014: 4-teiliges Gespräch Rüdiger Achenbachs mit Edna Brocke über „Heilige Schriften und ihre Bedeutung im Judentum und im Islam“
  1. Die Bedeutung des Korans und der Thora. 28. Juli 2014
  2. Religiöse Texte im alltäglichen Leben. 29. Juli 2014
  3. Verheißungen, Offenbarungen und die Tradition der Propheten. 30. Juli 2014
  4. Mission, Konversion und freie Religionswahl. 31. Juli 2014
- Deutschlandfunk 2015: 5-teiliges Gespräch Rüdiger Achenbachs mit Edna Brocke über „Jüdische Identität im Judentum“
  1. Die Bedeutung Abrahams im Judentum. 28. September 2015
  2. Abraham und die Verbindung von Religion und Politik im Islam. 29. September 2015
  3. Die Suche nach der Wahrheit in der Schrift. 30. September 2015
  4. Das Volk Israel und das Christentum. 1. Oktober 2015
  5. Die Rolle der Religion in Israel. 2. Oktober 2015
- Deutschlandfunk 2017:
  - In Bethlehem geboren. „Alles an Jesus ist jüdisch“. Edna Brocke im Gespräch mit Andreas Main. 26. Dezember 2017 (mp3; 22,3 MB; 23:48 Min. (Memento vom 26. Dezember 2017 im Internet Archive))